# Ford S
Ford S o Ford modelo S, fue un vehículo de Ford Motor Company fabricado en el año 1907 en los Estados Unidos, fue el último modelo de Ford con volante a la derecha.

## Historia

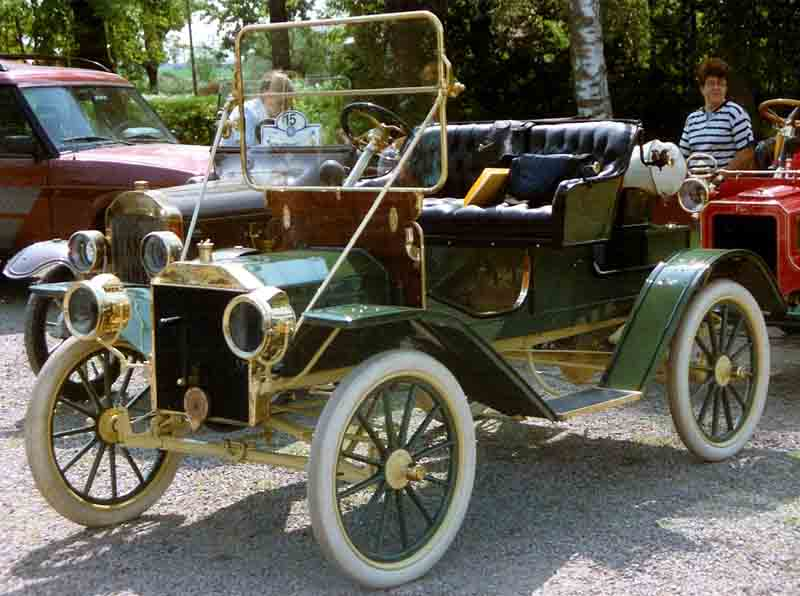
Ford S Runabout

El Fort S era un vehículo sin techo fabricado en dos versiones: un roadster para dos personas sentadas y un runabout para cuatro personas. El modelo anterior fue el Ford N.
El motor era de cuatro cilindros, y desarrollaba 11 caballos. La iluminación de sus faroles era producida con gas.
En el año 1908 fue sustituido por el modelo Ford T, que se mantuvo en fabricación hasta el año 1927. 